# Stephanie Bruce
Stephanie Bruce (* 14. Januar 1984 als Stephanie Rothstein) ist eine US-amerikanische Leichtathletin, die sich auf den Langstreckenlauf spezialisiert hat.

## Sportliche Laufbahn
Stephanie Bruce absolvierte ein Studium an der University of California, Santa Barbara und sammelte 2006 erste internationale Erfahrungen, als sie bei den U23-NACAC-Meisterschaften in Santo Domingo in 37:54,94 min die Goldmedaille im 10.000-Meter-Lauf gewann. Bei den Halbmarathon-Weltmeisterschaften 2010 in Nanning wurde sie nach 1:13:37 h 19. und bei den Crosslauf-Weltmeisterschaften 2017 in Kampala lief sie nach 34:42 min auf Rang 22 im Einzelbewerb ein. Bei den Crosslauf-Weltmeisterschaften 2019 in Aarhus wurde sie nach 39:09 min 33. und 2022 siegte sie bei den NACAC-Meisterschaften in Freeport in 33:12,42 min über 10.000 Meter.

## Persönliche Bestleistungen
- 5000 Meter: 15:17,76 min, 16. Mai 2019 in Los Angeles
  - 5000 Meter (Halle): 15:36,26 min, 11. Februar 2022 in Spokane
- 10.000 Meter: 31:24,47 min, 5. Dezember 2020 in San Juan Capistrano
- 10-km-Straßenlauf: 31:53 min, 17. September 2022 in Northport
- Halbmarathon: 1:09:55 h, 24. April 2021 in Valley
- Marathon: 2:27:47 h, 13. Oktober 2019 in Chicago